# Lepanthes lucifer
Lepanthes lucifer là một loài lan đặc hữu của Ecuador.